# Benavente
Benavente é uma vila portuguesa no distrito de Santarém, com cerca de 9 400 habitantes (2021).
É sede do Município de Benavente que tem 521,38 km² de área e 29 709 habitantes (2021), subdividido em 4 freguesias. O município é limitado a norte pelo município da Azambuja, a nordeste por Salvaterra de Magos, a leste por Coruche, a sudeste pela área secundária (exclave) do Montijo, a sul por Palmela e Alcochete, a sudoeste pelo Estuário do Tejo (terreno alagadiço oficialmente atribuído ao município de Alcochete) e a noroeste por Vila Franca de Xira.
Benavente faz parte da província tradicional do Ribatejo, hoje sem significado político-administrativo, mas constante nos discursos de auto e hetero-identificação cultural. Desde 2023, integra a região estatística (NUTS II) do Oeste e Vale do Tejo e a sub-região estatística (NUTS III) da Lezíria do Tejo, continuando a fazer parte da Comissão de Coordenação e Desenvolvimento Regional de Lisboa e Vale do Tejo, que manteve a designação da antiga CCDR com o mesmo nome.
No seu tecido urbano inserem-se apreciáveis residências, antigas e modernas, e parques arborizados. Junto ao cais velho, ainda se vislumbram na toponímia e na estrutura dos edifícios antigos, vestígios de uma navegação fluvial, anterior às obras de hidráulica que transformaram substancialmente a região. No largo do Município, onde se encontra os Paços do Concelho, foi reerguido com base nos fragmentos que estavam em poder da câmara, um gracioso Pelourinho quinhentista, o Pelourinho de Benavente.
A freguesia mais populosa do município é Samora Correia, que contava 17704 habitantes em 2021.

## História
Em 1199, a fixação de colonos estrangeiros na margem sul do Tejo, conduziu ao surgimento da povoação de Benavente. Situada nos limites do Castelo de Coruche, subordinado à Ordem de Calatrava, foi constituída sob a égide e senhorio desta ordem militar. Neste facto, se tem também associado o nome da povoação, sabido que à mesma Ordem pertencia também o Castelo de Benavente, no Reino de Leão. Benavente, situada entre Santarém e Lisboa, é delimitada pelo rio Sorraia, um dos principais afluentes do Tejo e foi o segundo concelho instituído ao sul deste rio.
Tem foral antigo, dado por D. Paio, ou Pelágio, mestre da Ordem Militar de Évora, em 25 de Março de 1200 e confirmado em Santarém em 1218 por D. Sancho I. D. Manuel concede-lhe foral novo em 16 de Janeiro de 1516. Além disso recebeu privilégios de vários monarcas, especialmente de D. Dinis e D. Fernando.
Benavente, permite definir um centro histórico consolidado, uma vez que toda a área se encontra bem delimitada pelo rio Sorraia, a nascente e pela designada Lezíria dos Cavalos, na face poente. O centro histórico tem forma triangular, localizando-se no vértice norte o Cruzeiro do Largo do Calvário e no centro, o local onde se erguia a antiga Igreja Matriz, destruída pelo sismo de Benavente de 1909, que matou mais de 60 pessoas e destruiu praticamente todas as casas da povoação .

## Personalidades ilustres
1. José Feliciano de Morais Costa (c. 1823–1894) – 1.º visconde de Benavente.
2. César da Fonseca Feijoca conhecido como César Luís (c. 1912–1984) – ciclista Português

## Freguesias

Freguesias do município de Benavente.

O município de Benavente está dividido em 4 freguesias:
- Barrosa
- Benavente
- Samora Correia
- Santo Estêvão

## Património arquitectónico e arqueológico
- Cruzeiro do Largo do Calvário
- Biblioteca Municipal de Benavente
- Museu Municipal de Benavente
- Núcleo Museológico Agrícola
- Paços do Concelho - Câmara Municipal de Benavente
- Palácio do Infantado, Samora Correia
- Pelourinho de Benavente
- Igreja Matriz de Benavente
- Igreja Matriz de Samora Correia
- Igreja da Misericórdia de Benavente
- Igreja da Misericórdia de Samora Correia
- Fonte de Santo António, Benavente
- Fonte do Concelho, Samora Correia
- Fortim de Belmonte
- Convento de Jenicó
- Olaria Romana da Garrocheira
- Casa-Museu Justino João
- Conjunto de Habitações sociais de Benavente e Santo Estevão, Arq. Vitor Figueiredo e Arq.Vasco Lobo

## Artesanato
- Meias de Pinha
- Bordado a Ponto de Cruz
- Miniaturas em Madeira
- Trabalhos em Corno
- Pintura de Azulejo

## Infraestrutura
Transmissor de transmissão para 1035 kHz com mastro de 125 metros de altura 

## Gastronomia
- cozido bravo
- licor de tangerina
- migas com entrecosto
- açorda de sável
- ensopado de enguias
- enguias fritas
- lamejinha
- torricado com bacalhau
- sopa de castanhas
- bolo podre
- delicias de batata
- arroz doce

## Desporto e lazer
- Parque Ribeirinho de Benavente
- Zona Ribeirinha de Samora Correia
- Cine-Teatro de Benavente
- Zona Desportiva e de Lazer dos Camarinhais (inclui Parque de Campismo)
- Parque 25 de Abril
- ADCB andebol

## Festas e romarias
- Festa da Amizade - Sardinha Assada de Benavente, último sábado de Junho, distribuição gratuita de sardinha, pão e vinho, picaria à vara larga, largadas de toiros.
- Festival do Arroz Carolino das Lezírias Ribatejanas
- Carnaval, Samora Correia
- Festas do Porto Alto em Honra de Nossa Senhora de Guadalupe;
- Festa em Honra da Nossa Senhora da Paz, Agosto, procissão, espectáculos e largada de toiros.
- Festa em Honra de Nossa Senhora da Oliveira e Nossa Senhora de Guadalupe, Samora Correia.
- Feira de Benavente, 2º fim de semana de Setembro, tasquinhas, exposições, folclore.
- Feira Anual e Semana Taurina, Samora Correia

## Geminações
A vila de Benavente é geminada com as seguintes cidades:
- Paul, Ilha de Santo Antão, Cabo Verde
- Ilha do Príncipe, São Tomé e Príncipe

## Associações e colectividades
- Associação Desportiva e Cultural de Benavente
- AREPA—Associação Recreativa do Porto Alto
- ARCAS—Associação Recreativa e Cultural "Amigos de Samora"
- Clube União Artística Benaventense, CUAB
- Núcleo de Andebol de Samora Correia - Centro de Recuperação Infantil de Samora Cadela
- Sociedade Filarmónica Benaventense
- Sociedade Filarmónica União Samorense
- Associação de Jovens de Benavente
- Associação de Jovens de Samora Correia
- Centro de Recuperação Infantil de Benavente, CRIB
- Grupo Desportivo de Benavente
- Grupo Desportivo Samora Correia
- Rancho Típico Saia Rodada
- Grupo Etnográfico "Samora e o Passado"
- Juventude Desportiva Almansor, JDA
- Bombeiros Voluntários de Benavente
- Bombeiros Voluntários de Samora Correia
- Escola Tradicional de Artes Marciais e Curativas (ETAMC)
- Comissão da Sardinha Assada e Comissão da Picaria

## Áreas de conservação
- Ver artigos principais: Ribeira de Santo Estêvão, Paul de Trejoito e Reserva Natural do Estuário do Tejo.

As áreas da Ribeira de Santo Estêvão e do Paul de Trejoito e Sesmaria de Amieira constam no regulamento do Plano Director Municipal de Benavente, como Áreas de Conservação da Natureza.
São zonas ribeirinhas, constituindo zonas de valor conservacionista médio que servem de suporte a zonas de valor conservacionista elevado no que respeita à fauna, tais como a Reserva Natural do Estuário do Tejo e da Reserva Natural do Paul do Boquilobo, pois constituem bons locais de refúgio, nidificação e alimento para diversas comunidades.
São zonas principalmente agrícolas, das quais uma parte significativa das espécies de fauna e flora dependem devido às actividades agrícolas existentes. Parte da Reserva Natural do Estuário do Tejo encontra-se também dentro dos limites do concelho.

## População
| Número de habitantes★                 | Número de habitantes★ | Número de habitantes★ | Número de habitantes★ | Número de habitantes★ | Número de habitantes★ | Número de habitantes★ | Número de habitantes★ | Número de habitantes★ | Número de habitantes★ | Número de habitantes★ | Número de habitantes★ | Número de habitantes★ | Número de habitantes★ | Número de habitantes★ | Número de habitantes★ |
| ------------------------------------- | --------------------- | --------------------- | --------------------- | --------------------- | --------------------- | --------------------- | --------------------- | --------------------- | --------------------- | --------------------- | --------------------- | --------------------- | --------------------- | --------------------- | --------------------- |
| 1864                                  | 1878                  | 1890                  | 1900                  | 1911                  | 1920                  | 1930                  | 1940                  | 1950                  | 1960                  | 1970                  | 1981                  | 1991                  | 2001                  | 2011                  | 2021                  |
| 5 095                                 | 5 291                 | 5 745                 | 6 413                 | 7 776                 | 6 874                 | 8 733                 | 9 845                 | 11 726                | 11 631                | 12 735                | 16 306                | 18 335                | 23 257                | 29 019                | 29 709                |
| Número de habitantes por grupo etário |                       |                       |                       |                       |                       |                       |                       |                       |                       |                       |                       |                       |                       |                       |                       |
|                                       |                       |                       | 1900                  | 1911                  | 1920                  | 1930                  | 1940                  | 1950                  | 1960                  | 1970                  | 1981                  | 1991                  | 2001                  | 2011                  | 2021                  |
| 0-14 Anos                             | 0-14 Anos             | 0-14 Anos             | 2 220                 | 2 682                 | 2 329                 | 2 778                 | 3 353                 | 3 363                 | 2 918                 | 3 155                 | 3 857                 | 3 481                 | 3 931                 | 5 146                 | 4 543                 |
| 15-24 Anos                            | 15-24 Anos            | 15-24 Anos            | 1 185                 | 1 431                 | 1 480                 | 1 702                 | 1 857                 | 2 307                 | 2 010                 | 1 805                 | 2 424                 | 2 835                 | 3 122                 | 3 130                 | 3 416                 |
| 25-64 Anos                            | 25-64 Anos            | 25-64 Anos            | 2 761                 | 3 188                 | 2 958                 | 3 745                 | 4 472                 | 5 245                 | 5 808                 | 6 480                 | 8 314                 | 9 740                 | 12 776                | 16 091                | 15 889                |
| = ou > 65 Anos                        | = ou > 65 Anos        | = ou > 65 Anos        | 282                   | 326                   | 328                   | 464                   | 534                   | 764                   | 895                   | 1 295                 | 1 711                 | 2 279                 | 3 428                 | 4 652                 | 5 861                 |

★ Número de habitantes "residentes", ou seja, que tinham a residência oficial neste município à data em que os censos  se realizaram.
★★ De 1900 a 1950 os dados referem-se à população "de facto", ou seja, que estava presente no município à data em que os censos se realizaram. Daí que se registem algumas diferenças relativamente à designada população residente)

## Política

### Eleições autárquicas[11]
| Data | %     | V     | %            | V            | %       | V       | %              | V       | %              | V    | %              | V  | %              | V   | %              | V       | %  | V  | %   | V   | Participação |                |
| Data | PS    | PS    | FEPU/APU/CDU | FEPU/APU/CDU | PPD/PSD | PPD/PSD | CDS-PP         | CDS-PP  | GDUP           | GDUP | AD             | AD | UDP            | UDP | PSD-CDS        | PSD-CDS | CH | CH | IND | IND | Participação |                |
| ---- | ----- | ----- | ------------ | ------------ | ------- | ------- | -------------- | ------- | -------------- | ---- | -------------- | -- | -------------- | --- | -------------- | ------- | -- | -- | --- | --- | ------------ | -------------- |
| Data | 1976  | 40,76 | 4            | 40,28        | 3       | 8,80    | -              | 3,19    | -              | 2,86 | -              |    |                |     |                |         |    |    |     |     |              | 68,10 / 100,00 |
| 1979 | 21,96 | 2     | 52,22        | 4            | AD      | AD      | AD             | AD      |                |      | 21,18          | 1  | 2,80           | -   | 73,10 / 100,00 |         |    |    |     |     |              |                |
| 1982 | 16,93 | 1     | 62,92        | 5            | AD      | AD      | AD             | AD      | 16,09          | 1    | 0,82           | -  | 73,63 / 100,00 |     |                |         |    |    |     |     |              |                |
| 1985 | 11,96 | 1     | 68,73        | 5            | 16,72   | 1       |                |         |                |      |                |    | 64,25 / 100,00 |     |                |         |    |    |     |     |              |                |
| 1989 | 26,09 | 2     | 55,24        | 4            | 14,26   | 1       | 57,76 / 100,00 |         |                |      |                |    |                |     |                |         |    |    |     |     |              |                |
| 1993 | 17,04 | 1     | 63,64        | 5            | 14,75   | 1       | 56,47 / 100,00 |         |                |      |                |    |                |     |                |         |    |    |     |     |              |                |
| 1997 | 24,44 | 2     | 55,66        | 4            | 11,43   | 1       | 4,12           | -       | 57,36 / 100,00 |      |                |    |                |     |                |         |    |    |     |     |              |                |
| 2001 | 25,09 | 2     | 53,01        | 4            | 13,48   | 1       | 3,87           | -       | 48,37 / 100,00 |      |                |    |                |     |                |         |    |    |     |     |              |                |
| 2005 | 21,59 | 1     | 56,56        | 5            | CDS-PP  | CDS-PP  | PPD/PSD        | PPD/PSD | 15,47          | 1    | 50,24 / 100,00 |    |                |     |                |         |    |    |     |     |              |                |
| 2009 | 13,64 | 1     | 59,69        | 5            | 18,24   | 1       | 4,42           | -       |                |      | 49,23 / 100,00 |    |                |     |                |         |    |    |     |     |              |                |
| 2013 | 19,10 | 1     | 51,26        | 5            | 17,24   | 1       | 3,30           | -       | 40,93 / 100,00 |      |                |    |                |     |                |         |    |    |     |     |              |                |
| 2017 | 24,14 | 2     | 45,50        | 4            | 20,92   | 1       | 2,82           | -       | 45,38 / 100,00 |      |                |    |                |     |                |         |    |    |     |     |              |                |
| 2021 | 18,19 | 1     | 32,96        | 3            | 25,77   | 2       | 1,17           | -       | 11,85          | 1    | 4,82           | -  | 44,62 / 100,00 |     |                |         |    |    |     |     |              |                |

### Eleições legislativas
| Data | %     | %     | %     | %     | %     | %       | %     | %     | %     | %     | %    | %   | %       | % | %  | %  |
| Data | PCP   | PS    | PSD   | CDS   | UDP   | APU/CDU | AD    | FRS   | PRD   | PSN   | BE   | PAN | PSD CDS | L | CH | IL |
| ---- | ----- | ----- | ----- | ----- | ----- | ------- | ----- | ----- | ----- | ----- | ---- | --- | ------- | - | -- | -- |
| 1976 | 38,55 | 37,20 | 10,40 | 4,54  | 0,99  |         |       |       |       |       |      |     |         |   |    |    |
| 1979 | APU   | 24,47 | AD    | AD    | 2,52  | 43,68   | 22,92 |       |       |       |      |     |         |   |    |    |
| 1980 | APU   | FRS   | AD    | AD    | 1,90  | 42,83   | 24,55 | 24,30 |       |       |      |     |         |   |    |    |
| 1983 | APU   | 29,85 | 13,01 | 5,46  | 1,29  | 44,87   |       |       |       |       |      |     |         |   |    |    |
| 1985 | APU   | 17,57 | 15,07 | 4,03  | 1,67  | 37,97   | 19,38 |       |       |       |      |     |         |   |    |    |
| 1987 | CDU   | 18,79 | 31,82 | 2,67  | 1,27  | 32,27   | 7,22  |       |       |       |      |     |         |   |    |    |
| 1991 | CDU   | 26,94 | 36,61 | 3,07  |       | 23,03   | 1,05  | 1,97  |       |       |      |     |         |   |    |    |
| 1995 | CDU   | 41,55 | 19,76 | 8,45  | 1,03  | 23,58   |       | 0,24  |       |       |      |     |         |   |    |    |
| 1999 | CDU   | 41,39 | 20,51 | 8,57  |       | 22,31   | 0,32  | 2,46  |       |       |      |     |         |   |    |    |
| 2002 | CDU   | 35,57 | 28,81 | 9,23  | 18,98 |         | 3,48  |       |       |       |      |     |         |   |    |    |
| 2005 | CDU   | 44,31 | 18,19 | 5,90  | 17,88 | 8,11    |       |       |       |       |      |     |         |   |    |    |
| 2009 | CDU   | 32,29 | 19,46 | 10,65 | 17,32 | 12,54   |       |       |       |       |      |     |         |   |    |    |
| 2011 | CDU   | 24,42 | 30,61 | 12,84 | 16,08 | 6,08    | 1,36  |       |       |       |      |     |         |   |    |    |
| 2015 | CDU   | 29,93 | CDS   | PSD   | 16,73 | 12,60   | 1,44  | 28,65 | 0,52  |       |      |     |         |   |    |    |
| 2019 | CDU   | 34,92 | 20,45 | 4,11  | 12,65 | 9,99    | 3,10  |       | 1,09  | 3,09  | 1,03 |     |         |   |    |    |
| 2022 | CDU   | 38,14 | 21,50 | 1,67  | 8,35  | 4,28    | 1,37  | 1,14  | 15,65 | 4,83  |      |     |         |   |    |    |
| 2024 | CDU   | 24,01 | AD    | AD    | 6,18  | 22,13   | 4,31  | 1,46  | 2,90  | 29,98 | 4,50 |     |         |   |    |    |